# Лейпсік (Делавер)
Лейпсік (англ. Leipsic) — місто (англ. town) в окрузі Кент штату Делавер США. Населення — 178 осіб (2020).

## Географія
Лейпсік розташований за координатами 39°14′32″ пн. ш. 75°30′59″ зх. д. / 39.24222° пн. ш. 75.51639° зх. д. (39.242263, -75.516330).  За даними Бюро перепису населення США в 2010 році місто мало площу 0,83 км², з яких 0,76 км² — суходіл та 0,07 км² — водойми.

## Демографія
Згідно з переписом 2010 року, у місті мешкали 183 особи в 80 домогосподарствах у складі 49 родин. Густота населення становила 222 особи/км².  Було 93 помешкання (113/км²).
Расовий склад населення:
| - 89,6 % — білих - 2,2 % — корінних американців - 1,6 % — чорних або афроамериканців - 3,3 % — осіб інших рас |

До двох чи більше рас належало 3,3 %. Частка іспаномовних становила 8,7 % від усіх жителів.
За віковим діапазоном населення розподілялося таким чином: 19,7 % — особи молодші 18 років, 67,2 % — особи у віці 18—64 років, 13,1 % — особи у віці 65 років та старші. Медіана віку мешканця становила 43,3 року. На 100 осіб жіночої статі у місті припадало 105,6 чоловіків;  на 100 жінок у віці від 18 років та старших — 101,4 чоловіків також старших 18 років.
Середній дохід на одне домашнє господарство  становив 50 854 долари США (медіана — 39 375), а середній дохід на одну сім'ю — 54 023 долари (медіана — 56 250). Медіана доходів становила 41 667 доларів для чоловіків та 32 500 доларів для жінок. За межею бідності перебувало 13,6 % осіб, у тому числі 11,1 % дітей у віці до 18 років та 0,0 % осіб у віці 65 років та старших.
Цивільне працевлаштоване населення становило 58 осіб. Основні галузі зайнятості: роздрібна торгівля — 27,6 %, освіта, охорона здоров'я та соціальна допомога — 22,4 %, науковці, спеціалісти, менеджери — 19,0 %.